# Сёльринг
Сёльринг (с.-фриз. Sölring) — один из диалектов севернофризского языка. На нём говорят на острове Зильт в районе Северная Фрисландия в земле Шлезвиг-Гольштейн в Германии. Название диалекта восходит к фризскому названию острова Зильт (с.-фриз. Söl) Этот диалект принадлежит к островной группе севернофризских диалектов. Он отличается от диалектов материка из-за относительно сильного влияния датского языка. Из-за массового туризма на Зильте диалект был в значительной степени вытеснен немецкими диалектами, и на сёльринге говорят только несколько сотен человек, многие из которых больше не проживают на острове. Хотя его преподают в нескольких начальных школах, перспективы его выживания неясны по сравнению с другими островными диалектами.